# Tapló télapó 2.
A Tapló télapó 2. (eredeti cím: Bad Santa 2) 2016-ban bemutatott amerikai–brit–kanadai bűnügyi vígjáték, amelyet Mark Waters rendezett. A forgatókönyvet Johnny Rosenthal és Shauna Cross írták. A főbb szerepekben Billy Bob Thornton, Kathy Bates, Tony Cox, Christina Hendricks és Brett Kelly láthatóak. A tévéfilm gyártója az Ingenious, a Media Talent Group és a Gunn Films, forgalmazója a Broad Green Pictures és a Miramax.
Az Amerikai Egyesült Államokban 2016. november 23-án, Magyarországon 2016. november 24-én mutatták be a mozikban.

## Történet
Az életunt, folyton morcos szeszkazán, az áruházi Télapóként gályázó Willie Soke sosem nyugszik: mindig valami pénzes melón töri a fejét. Ezúttal is kapva kap a kínálkozó alkalmon, és újra összeáll a sittről nemrég szabadult apró tettestársával, Marcusszal, hogy karácsony este kiraboljanak egy chicagói jótékonysági intézményt. Velük tart az immár felnőtt korba lépő pufók és jó kedélyű kölyök, a 110 kilós napsugár, aki még a taplóságáról elhíresült Willie-ből is képes némi emberséget kicsikarni.
Az eseményeket Willie szabadszájú anyja, jól felforgatja, aki a bűnözésben nem ismer tréfát és aki számára az erkölcs sosem volt akadály. És ha ez még nem lenne elég, a kapzsiságtól fűtött anti-Télapó vágyait alaposan felkorbácsolja a jótékonysági intézmény vezetője, a csinos és igen formás Diane, akinek aranyból van a szíve és acélból a libidója.

## Cselekmény
Willie élete nagyon nincs rendben. Sokat iszik, nincsenek barátai, utálja a szüleit, és barátnője is szakított vele. Csupán egy nyolcéves fiú érdeklődik utána, aki az első rész óta felnőtté vált. Egyszer megpróbál öngyilkos lenni, de váratlanul megérkezik Thurman és átad neki egy csomagot, ami a törpe rablótársától, Marcustól jött. Találkoznak, és megbeszélnek egy újabb munkát, ezúttal Chicagóban. A liliputi egy titokzatos harmadik társról is mesél neki. Amikor megérkeznek, kiderül, hogy egy jótékonysági szervezetről van szó, ráadásul ott dolgozik Willie anyja, Sunny is. Willie rájön, ki az a harmadik társ, és vissza akar menni, de végül rábeszélik az akcióra. A terv szerint a rablásig télapóruhában kell adományokat gyűjteniük, ami nem sikerül jól, mert Willie már az első napon összeverekszik egy másik télapóval, amiért beviszik a rendőrségre. Este kiengedik, addig Marcus lefotózza a biztonsági rendszert és a széfet. Ezután Willie egy kocsmába megy, majd csatlakozik hozzá az anyja is, akivel felhívják Marcust, aki a telefoncsörgés miatt a szellőzőben majdnem lebukik. Másnap Marcus elhívja vacsorázni az ott dolgozó biztonsági őrt, Ginát, hogy megszerezhesse tőle a gépház kulcsát, miközben Diane, a főnök felesége és Willie pedig a megbeszéltek szerint az anonim alkoholisták gyűlésén vannak. A gyűlés után Willie elmondja Diane-nek, hogy mit szeretne vele csinálni, aki kiküldi az autóból, végül mégiscsak belemegy a dologba. Másnap Sunny és Willie egy gazdag családhoz mennek, ahol Willie adja a télapót, amíg az anyja kifosztja őket. Ezután megbeszélik, hogy a rablás után megölik a törpét. Eközben a másik biztonsági őr, Dorfman gyanút fog, és nyomozni kezd utánuk. Este ismét Diane-nel találkoznak, amikor a kölyök felhívja, hogy Chicagóban van, akit Willie be is ad a jótékonysági szervezethez.
Marcus még mindig nem tudta megszerezni a kulcsot, ezért Willie lefekszik Ginával, és sikerül megkaparintania azt.
Karácsony este a koncert alatt megcsinálják a rablást, de Dorfman közben kinyomozta, hogy bűnözők, és majdnem elkapják őket. De Marcus megint fegyvert fog rájuk, mire Sunny is. Kiderül, hogy ő is magának akarta a pénzt, ezért lelövi a törpét, menekülésképpen pedig egy télapóbuliba megy, ahol mindenki annak van öltözve, így megnehezíti Willie és a kiérkező zsaruk dolgát. Végül Willie-t is meglövi, mert vissza akarja vinni a zsákmányt, aztán mindkettőjüket elfogják. Miután Willie kijön a kórházból, Marcus és Sunny börtönbe mennek, ő viszont szabadlábon maradhat, mert elárulja őket. De előtte visszaad valamit Marcusnak.

## Szereplők
| Szereplő       | Színész             | Magyar hang      |
| -------------- | ------------------- | ---------------- |
| Willie         | Billy Bob Thornton  | Jakab Csaba      |
| Sunny Soke     | Kathy Bates         | Molnár Piroska   |
| Marcus         | Tony Cox            | Fesztbaum Béla   |
| Thurman Merman | Brett Kelly         | Szvetlov Balázs  |
| Diane          | Christina Hendricks | Pikali Gerda     |
| Hastings       | Ryan Hansen         | Molnár Áron      |
| Gina           | Jenny Zigrino       | Peller Anna      |
| Dorfman        | Jeff Skowron        | Suhajda Dániel   |
| Opal           | Octavia Spencer     | Makay Andrea     |
| Vidám télapó   | Mike Starr          | Bácskai János    |
| Greta          | Valerie Wiseman     | Virághalmy Judit |
| Renée          | TBA                 | Kocsis Mariann   |